# Ciavarro
Il ciavarro (in dialetto ripano, "lu ciavarre") è un piatto originario della città di Ripatransone, nel Piceno, una sorta di minestra a base di legumi.
Una volta piatto tipico del 1º maggio, di quando cioè si poteva dar fondo alle rimanenze, poiché le provviste alimentari iniziavano ad essere integrate dai nuovi prodotti, "lu ciavarre" si può oggi preparare in ogni momento dell'anno, in quanto gli ingredienti sono in vendita nei supermercati e presso i Consorzi Agrari.
A Ripatransone, d'estate, ad esso viene dedicata un'apposita sagra.

## Ricetta

### Ingredienti
Gli ingredienti di base che lo compongono sono: grano, orzo, granoturco, fava, favino, ceci, cicerchia, piselli secchi, fagioli borlotti secchi, fagioli bianchi piccoli, lenticchie.

### Preparazione
I legumi ed i cereali devono essere messi a bagno in acqua tiepida ed in casseruole diverse per almeno quattro ore; poi si procede alla cottura con tempi diversificati.
Le dosi di ogni ingrediente sono a piacere. Per il condimento occorrono (esempio per 4 persone): 200 grammi di pancetta affumicata, cinque spicchi d'aglio, cinque foglie d'alloro, rosmarino, mezza cipolla, 200 grammi di pelati, un pizzico di peperoncino, olio e sale.
Appena il sugo è pronto, mescolarlo con tutti i legumi ed i cereali, e servire su di un piatto fondo, dove precedentemente sono state messe alcune fette di pane abbrustolito.